# Melitaea tunisa
Melitaea tunisa är en fjärilsart som beskrevs av Curt Eisner 1942. Melitaea tunisa ingår i släktet Melitaea och familjen praktfjärilar. Inga underarter finns listade i Catalogue of Life.